# Larry Dixon (artiste)
Pour les articles homonymes, voir Larry Dixon.
Larry Dixon, né le 28 juillet 1966, est un illustrateur et romancier de fantasy, époux de Mercedes Lackey.

## Biographie
Dixon est le fils d'un commando de carrière de la Delta Force. Il a étudié à la North Carolina School of the Arts et à la Savannah College of Art & Design.
Il a épousé en 1992 l'autrice de romantic fantasy Mercedes Lackey ; le couple vit dans la région de Tulsa dans l'Oklahoma. Dixon est un amateur de voitures de sport, un observateur amateur de tempêtes et un pompier volontaire.

### Trilogie de la guerre des mages
Cette série est coécrite avec Mercedes Lackey.
1. Le Griffon noir, Pocket, coll. « Science-fiction », 2001 ((en) The Black Gryphon, 1994)  (ISBN 2-266-08874-2)Réédition Milady, 2009 (ISBN 978-2-8112-0099-2)[3]
2. Le Griffon blanc, Pocket, coll. « Science-fiction », 2001 ((en) The White Gryphon, 1995)  (ISBN 2-266-08875-0)Réédition Milady, 2009 (ISBN 978-2-8112-0100-5)[4]
3. Le Griffon d'argent, Pocket, coll. « Science-fiction », 2002 ((en) The Silver Gryphon, 1996)  (ISBN 2-266-08876-9)Réédition Milady, 2009 (ISBN 978-2-8112-0101-2)

### Darian's Tale
Cette série est coécrite avec Mercedes Lackey.
1. (en) Owlfight, 1997
2. (en) Owlsight, 1998
3. (en) Owlknight, 1999

### Kelvren's Saga
1. (en) A Perfect Day in Valdemar, 2002, roman court écrit en solo, apparu pour la première fois dans l'anthologie Fantasy:DAW 30th Anniversary.
2. (en) Transmutation, 2005, nouvelle écrite en solo, apparue pour la première fois dans l'anthologie Crossroads and Other Tales of Valdemar, Valdemar Anthology, Volume 3.
3. (en) Ripples and Cracks, 2016, nouvelle écrite avec Mercedes Lackey, apparue pour la première fois dans l'anthologie Tempest, Valdemar Anthology, Volume 10.
4. (en) Gryphon in Light, 2023, écrit avec Mercedes Lackey
5. (en) Gryphon’s Valor, 2024, écrit avec Mercedes Lackey

### SERRAted Edge
Parmi les ouvrages de cette série, les suivants sont coécrits par Larry Dixon et Mercedes Lackey :
1. (en) Born to Run, 1992
2. (en) Chrome Circle, 1994
3. (en) The Chromeborne, 1999, édition omnibus rassemblant Born to Run et Chrome Circle.

## Illustrations
Dixon a produit des illustrations pour plusieurs ouvrages de jeux de rôle, parmi lesquels Talislanta, la 4ème édition de GURPS, et des suppléments de Donjons & Dragons tels que Oriental Adventures, Campagnes légendaires et Fiend Folio.
Ses représentations d'oiseaux de proie ont été utilisées par les forces armées des États-Unis et par Our American Raptors, une association dédiée à la réhabilitation de rapaces.